# Luigi Traglia
Luigi Traglia, född 3 april 1895 i Albano Laziale, Italien, död 22 november 1977 i Rom, var en italiensk kardinal. Han var kardinalvikarie från 1965 till 1968.